# Serafino Faustino Spreafico
Serafino Faustino Spreafico (ur. 11 lipca 1939 w Busnago) – brazylijski duchowny rzymskokatolicki, w latach 1987-1995 biskup Grajaú.

## Życiorys
Święcenia kapłańskie przyjął 23 marca 1966. 13 maja 1987 został prekonizowany biskupem Grajaú. Sakrę biskupią otrzymał 12 lipca 1987. 2 listopada 1995 zrezygnował z urzędu.